# 鈴木起史
鈴木 起史（すずき たつふみ、1974年9月1日 - ）は、日本の実業家、著作家。株式会社Q太郎フーズの代表取締役社長。

## 経歴
福岡県生まれ。福岡県福岡市で育つ。
- 2012年に株式会社Q太郎フーズ[1]を設立。バーベキューケータリングサービス「BBQ太郎」をリリース。福岡県を中心に展開し、全国にフランチャイズ加盟店を増やす。
- 2014年にトリアス久山モール内に常設バーベキュー場「バーベQパーク」[2]をオープン。奈多海岸にも海の家をオープンし、バーベキューの新しいスタイルを提案。
- 2020年3月、株式会社Q太郎フーズはフランチャイズ事業の拡大を続け、東京都江戸川区に「BBQ太郎東京江戸川店」をオープンした。これにより、全国のBBQ太郎の店舗数は、直営店とフランチャイズ店を合わせて20店舗に達した。
- 全国自治体や公園管理団体との提携により、アグリパークゆめすぎと[3][4]、しらこばと水上公園[5]、熊谷市スポーツ文化公園[6]にてBBQパークの運営を行う。

## 人物
- 経営理念は「全ては笑顔のために 日本一のバーベキュー会社を目指して」。食を通して笑顔と新しいライフスタイル、新しい体験を提供することをミッションとしている。

## 著書
- 暗号通貨とブロックチェーンの先に見る世界 ―テクノロジーはどんな夢を見せてくれるのか（2018年12月、梓書院、ISBN 4870356368）
- 加密货币与区块链所预见的世界（2019年、上海财经大学出版社、ISBN 9787564233242）